# Tour pâtissier
Un tour pâtissier est un meuble qu'utilisent les pâtissiers pour la préparation des pâtisseries. Sa partie supérieure est le plan de travail qui peut être en inox, en granit, en marbre dans des tours anciens. 
Le meuble peut être sec ou réfrigéré et possède des étagères pour entreposer les denrées de base, les transformations semi-finies ou finies. Les étagères ont des dimensions permettant le stockage de plaques ou de grilles de 600 x 400 mm de dimension.
En utilisation réfrigérée, l'usage est d'avoir une température comprise entre 3 et 6 °C pour la conservation. Les fabricants utilisent soit le froid statique, comme dans la majorité des réfrigérateurs domestiques, soit le froid ventilé en installant un système de ventilation à l'intérieur du tour. Des fabrications plus complexes incluent un système de dégivrage qui peut être basique car basé sur un arrêt programmé de la production de froid, ou par gaz chaud en envoyant les gaz compressés à plus de 70 °C dans l'évaporateur pour faire fondre le givre.
Le meuble peut aller de deux à cinq portes pour répondre aux besoins de stockage et aux besoins de surface de préparation.
Le groupe de condensation peut se situer dans le meuble ou à distance, suivant le lieu d'implantation ou les contraintes techniques du local.